# Torsby (gemeente)
Torsby is een Zweedse gemeente in de provincie Värmlands län. Ze heeft een totale oppervlakte van 4385,2 km² en telt 11.572 inwoners (op 31 augustus 2020).

## Plaatsen
- Torsby (plaats)
- Sysslebäck
- Oleby
- Stöllet
- Ambjörby
- Östmark
- Likenäs
- Fensbol en deel van Kallerud
- Bograngen
- Dalby (Torsby)
- Brattmon

## Partnersteden
- Bømlo
- Skjern
- Pernå
- Rautalampi
- Großkrotzenburg
- Osterinsel
- Bergsjön, stadsdeel van Göteborg